# Джефф Міллер
Джефферсон Б. «Джефф» Міллер (англ. Jefferson B. «Jeff» Miller; нар. 27 червня 1959, Сент-Пітерсбург, Флорида) — американський політик-республіканець. Він представляє 1-округ штату Флорида у Палаті представників США з 2001 по 2017.
У 1984 році він отримав ступінь бакалавра мистецтв з журналістики в Університеті Флориди. Перш ніж почати політичну діяльність, він працював брокером нерухомості та заступником шерифа. З 1998 по 2001 він був членом Палати представників Флориди.
Міллер одружений і має двох дітей та двох онуків. Він живе недалеко від Пенсаколи, методист.